# Чернов, Константин Пахомович
Константи́н Пахо́мович Черно́в (ок. 1803 — 24 сентября (6 октября) 1825, Санкт-Петербург) — подпоручик лейб-гвардейского Семёновского полка, участник исторической дуэли с флигель-адъютантом Владимиром Новосильцевым.

## Биография
Был сыном генерал-майора Пахома Кондратьевича Чернова и его супруги Аграфены Григорьевны Радыгиной.
Воспитывался в Пажеском корпусе, который закончил в чине прапорщика.
В 1820 году был зачислен в Санкт-Петербургский лейб-гвардии полк, в котором служил в течение года. Затем был переведён в Семёновский лейб-гвардии полк, в котором дослужился до подпоручика, получив этот чин в 1823 году.
Был членом Северного тайного общества.
В сентябре 1825 года вызвал на дуэль флигель-адъютанта Владимира Новосильцева, который был женихом его младшей сестры Екатерины. Дуэль вызвало то, что Новосильцев под давлением матери Екатерины Владимировны Новосильцевой, которая считала Черновых незнатными, неоднократно переносил дату свадьбы под различными предлогами.
Дуэль состоялась 10 сентября того же года, одним из секундантов Чернова был поэт Кондратий Рылеев, ставший впоследствии декабристом. Противники договорились о смертельных условиях, в результате дуэли они были смертельно ранены. Чернов, раненый в голову, скончался через две недели. Был похоронен на Смоленском кладбище, а его похороны превратились в общественную демонстрацию, в которой приняли участие многие члены Северного общества.

## Память

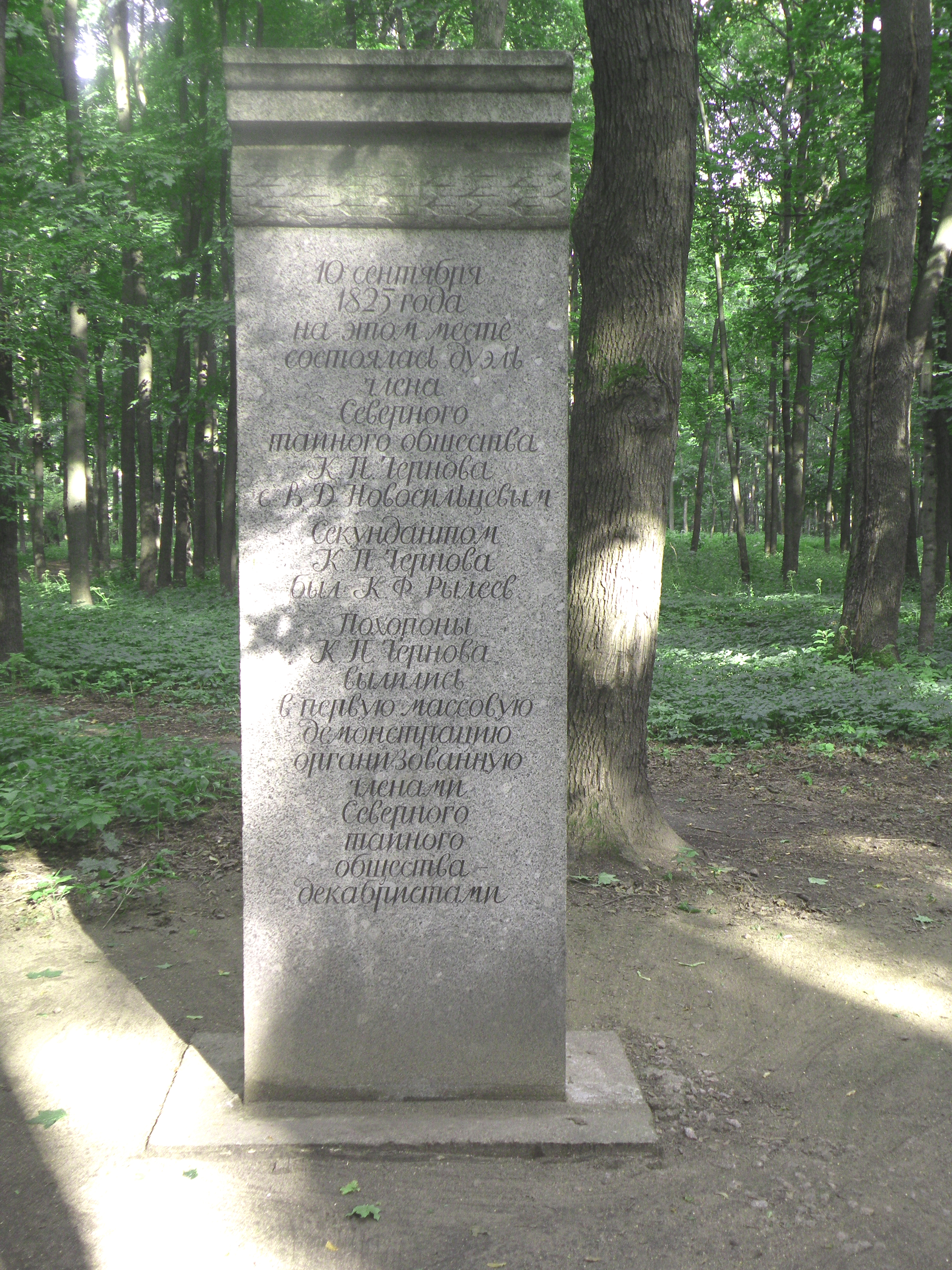
Памятный знак на месте дуэли

- В 1988 году на месте дуэли был установлен памятный знак, состоящий из  гранитной стелы высотой 2,5 м работы архитектора Владимира Васильковского и двух стилизованных круглых каменных мельничных жерновов, обозначающих барьерные места дуэлянтов[1].
- Вильгельм Кюхельбекер посвятил его памяти стихотворение «На смерть Чернова» [2].